# Rhynchodontodes separata
Rhynchodontodes separata là một loài bướm đêm trong họ Erebidae.